# Temesvár ostroma (1551)
Temesvár a Hunyadiak óta fontos szerepet játszott a déli végek védelmében, így Hunyadi János szörényi bánként már 1447-ben díszes várkastélyt építtetett itt. A török előretörésével a vár hadászati jelentősége is növekedett, így folyamatosan fejlesztették, míg a 16. század közepére az elsőrangú erősségek közé tartozott, szinte bevehetetlenné vált a erődítései és az azokat körülvevő áthatolhatatlannak tűnő mocsaras vidék miatt, amit a Béga és Temes folyók vize tett járhatatlanná. Ezt az erődítményt kezdte ostromolni a Szokoli Mehmed vezette török sereg 1551 őszén.

## Előzmények

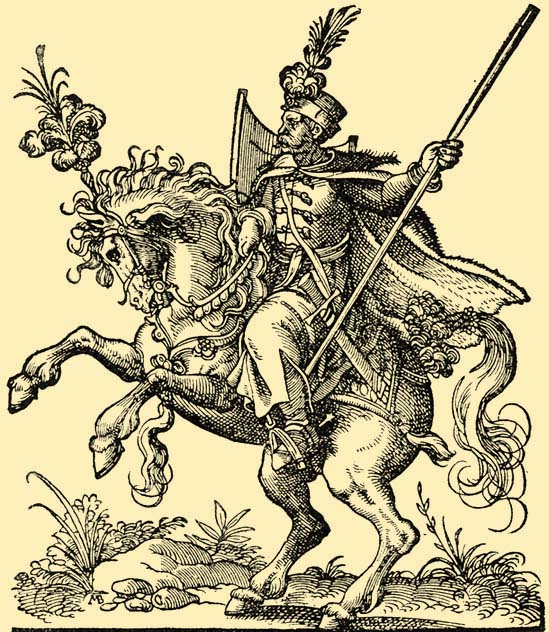
16. századi magyar huszár

1551 elején Erdélyből jelentették a török portának, hogy Fráter György azt Ferdinánd kezére játszotta. A szultán utasította Szokoli Mehmed beglerbéget, hogy  törjön be Erdélybe és Ferdinánd hadait elűzve helyezze vissza az özvegy királynét a hatalomba.
Fráter György úgy vélte, hogy legjobb lesz, ha a törököt megtévesztve az özvegy királynő híveire tereli a szultán haragját, míg Ferdinánd megerősítheti a védelmét, így levélben értesítette a beglerbéget és a szultánt, hogy a királyné hűséges híve, Petrovics Péter átadta Temesvárt, Becsét, Becskereket és Lippát a császári csapatoknak, míg ő (a barát) hű maradt a törökhöz.
A beglerbég a ruméliai hadtesttel július 10-én elindult Szófiából Erdély felé. Augusztus 3-án Szalánkeménnél tudomására jutott, hogy az erdélyi adót megküldték ugyan a szultánnak, de Ferdinánd hadai még Erdélyben vannak, sőt az alvidéki várakat Petrovics átadta a császáriaknak. Még aznap levélben a helyzet tisztázására szólította fel a barátot, aki válaszában kifejtette, hogy a királynő hívei követtek el hűtlenséget, de a kialakult helyzetet ő török segélyhad nélkül is megoldja. A megtévesztett beglerbég utasítást kért a szultántól, majd hetekig a szalánkeméni táborban vesztegelt.
Szeptember elején megérkezett a szultán válasza, mely szerint Erdély megszállása helyett az alvidéki várak elfoglalására szorítkozzon a török támadás.
Szeptember 11. és 19. között Becsét ostromolta a török sereg, ahol végül a beglerbég oltalomlevele ellenére a táborában tárgyaló magyar tiszteket megölték és a hősiesen tovább harcoló 3-400 fős vezetés nélkül maradt őrséget elpusztítva elfoglalták a várat.
Innen Becskerek alá vonult a török sereg, majd kétnapos ostrommal szeptember 25-én elfoglalta a 80 katona által védett várat.
Szeptember 26-án Csanád megszállására indult a török sereg, amit 28-án az áruló rác őrség által elhagyott Nagy Péter várnagy kénytelen volt a töröknek átadni. 
A török sereg október 5-ig a Csanád melletti táborában maradt, miközben felderítőket küldött Lippa és Temesvár kikémlelésére. A jelentések arról győzték meg a beglerbéget, hogy Lippa elfoglalása nehézségekbe ütközne, az ott állomásozó Báthory Endre hadai miatt, ezért elhatározta, hogy seregét téli szállásra küldi.
Ezalatt az erdélyi seregben elterjedt a (hamis) hír, miszerint a török Várad felé fog támadni. Báthory hiába próbálta jó szóval, majd fenyegetéssel maradásra bírni a csapatokat, azok azt felelték, hogy őket nyílt csatára és nem várak őrizgetésére szólították fegyverbe és október 4-én Várad felé indultak. Báthory ezt jelentette a királynak, majd 400 lovast és kevés hajdút Gersei Pethő Jánosra bízva ő is Váradra vonult. Ennek hírére a beglerbég nem indult téli szállásra a seregével, hanem Lippa és Temesvár felé indult.
A lippai rácok ezalatt Pethőtől a vár kiürítését és átadását követelték, mivel a várost nem kívánták védelmezni, hogy a török fosztogatását és a lakosok rabláncra fűzését elkerüljék. Pethő a rácok nyomására aláaknáztatta a vár kapuit, valamint tornyait és felrobbantotta azokat, majd a lövegeket szétrepesztette, és katonáival Báthory után indult.
Az török sereg október 8-án érte el Lippát és a védők nélkül talált várat azonnal megszállta, majd 14-én Temesvár felé fordult. 

## Temesvár erődítései és felkészítése az ostromra
A 16. században a Béga és Temes folyók többszörösen egymásba ömlöttek Temesvárnál (ezért is Temesvár a hely neve, bár jelenleg a Béga partján fekszik, miközben a Temes kilométerekkel távolabb, ezzel párhuzamosan folyik). Az így kialakult szigetes, mocsaras területen alakult ki az erősség, mely 1551-ben az alábbiak szerint épült fel:
A vártól északra helyezkedett el a város, mellyel a Vizitoronynak nevezett külön erődítmény kötötte össze. A vártól keletre a Sziget-külváros, vagy Kis-palánk, míg a várostól észak-nyugatra a Nagy-palánk terült el.
A város falain az erdélyi vagy karánsebesi, a prajkói vagy lippai, az aradi és a várba vezető kapuk nyíltak, míg a vár három kapui a következők voltak: a városba nyíló északi, a Kis-palánkra néző keleti és a nyugati vagy tatai kapu.
A várost nyugat és észak felől földtöltések és farönkökből épített bástyák, míg a keleti és déli oldalon faragott kövekből épített kerek rondellák és az azokat összekötő szintén faragott kövekből épített kötőgátak védték. A vár szintén kőből épült, bástyák és tornyok védelmezték. A váron belül – mintegy belső várként funkcionálva – volt a Hunyadi-kastély, melyet a Béga egyik bevezetett ága vett körül. A palánkokat csak cölöpkerítés és a folyók vizével táplált vizesárkok védték. Mindezeken túl a Béga és Temes folyók kanyarulatai által kialakított mocsár is védelmezte az erődítményt, mely magas vízállás esetén teljesen áthatolhatatlan volt gyalog vagy lóháton. Ilyenkor csak a kiépített cölöputakon lehetett közlekedni. Csapadékmentes időszakokban, alacsony vízállásnál azonban a mocsár feltölthetővé vált.
Losonci (Losonczy) István, a vár parancsnoka az ez évi kinevezése után azonnal hozzáfogott a védművek javításához, erősítéséhez. A várható ostromban leginkább sebezhető déli városfalat – melyen ostromlövegekkel a Sziget-külváros felől könnyen rést lőhettek volna –, valamint a város nyugati és északi földsáncait belülről földhányással erősíttette meg, melyben fedett lőállásokat és kazamatát is építtetett. A kapuk előtt cölöp- és földerődítményeket építtetett azok védelmére. A Nagy-palánk épületeit – mivel azok akadályozták volna a városfalon elhelyezett ütegek tüzét, valamint fedezéket adhattak volna a támadóknak – és a palánkkerítést felégette.

## Temesvár ostroma

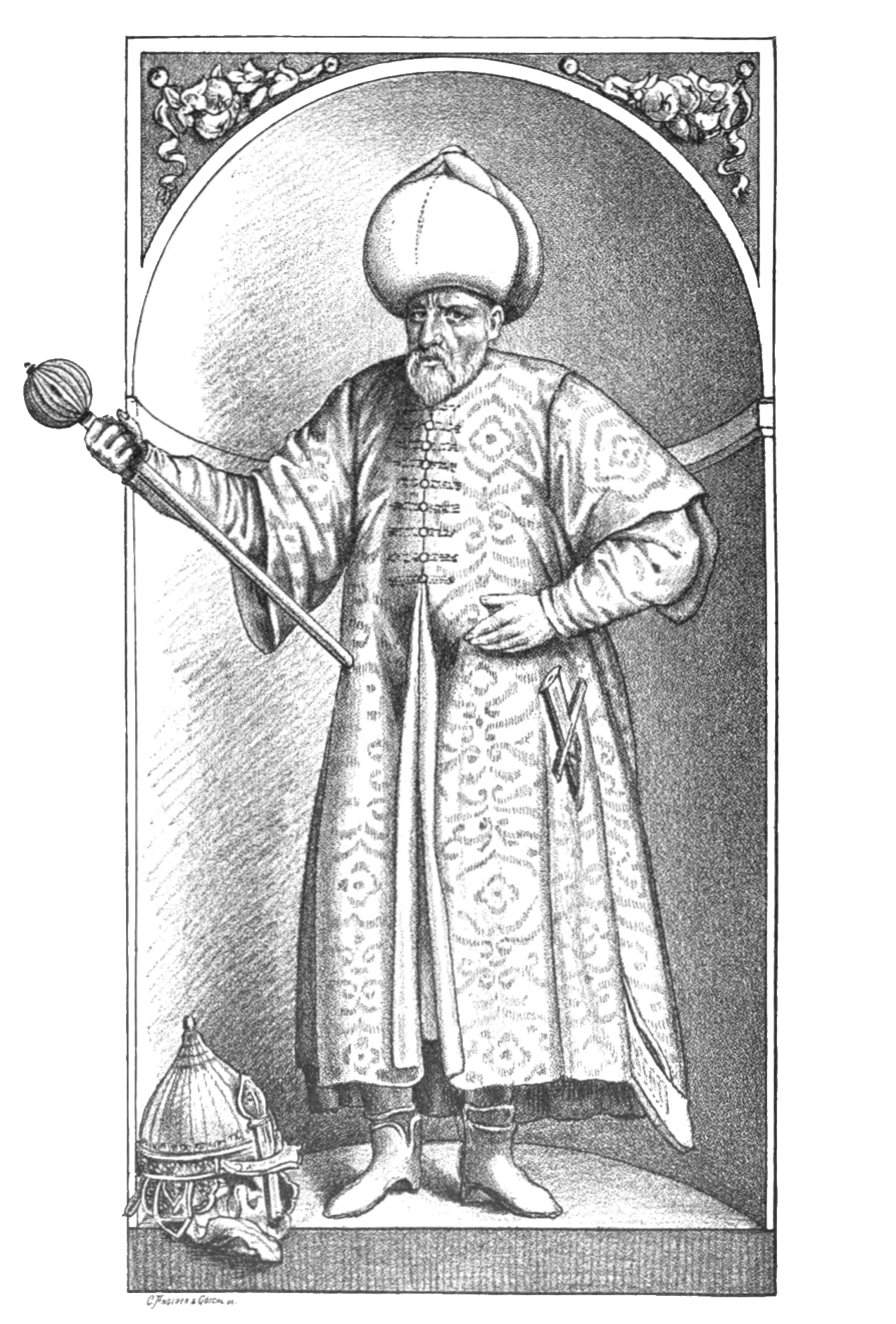
Szokoli Mehmed

A beglerbég október 15-én 6000 török és rác lovast előreküldött, hogy meglepje a védőket. A török előőrs aznap este elérte Temesvárt, ahol a közeli erdőben rejtőzött el egy másnap kora reggeli támadáshoz. Mivel Losonci hírt kapott róluk, felkészülten várta a támadást.
A törökök a leégetett Nagy-palánkon keresztül indították meg a rohamot, ám a romok között Perez Alfonzó 400 spanyol lovassal, Rodriquez de Villandrando százados pedig 300 spanyol gyalogossal lesben állva várta őket. A meglepett törökre a városfalról ágyútűz zúdult és Losonci is kitört egy lovascsapattal a városból. Egy órán belül teljesen vissza lett verve a török támadás. A védők foglyokat is ejtettek, és csak egyfős veszteségük volt.
Október 17-én a török fősereg is megérkezett és még aznap elkezdte az ostromművek kiépítését észak felől. Közben követet küldtek a várba, hogy megadásra szólítsa fel a védőket, de ezt Losonci visszautasította.
„Habár őt senki sem kényszerítette az idejövetelre, mégis hazája és az egész kereszténység dicsőségéért vére ontásával harcolni fog és ameddig él hűségesen fogja szolgálni a hazát és a kereszténységet, amit a Mindenható segítségével és kegyelmével lesz alkalma bebizonyítani. – Jövőre nézve pedig a beglerbég tartózkodjék ily levelek írásától, mert azoknak semmi hatásuk sincs ő reá. Temesvárt nem levelekkel, hanem ágyúkkal foglalják el és itt ember ember ellen fog viaskodni."
A törökök erre erősen ágyúzni kezdték a városfalat és tovább építették a Nagy-palánkban az ostromműveket, amit a védők kitörésekkel zaklattak.
Mivel Losonci felismerte, hogy a Sziget-külvárost nem képes hatékonyan védeni, onnan csapatait visszavonta és felgyújtatta a palánkot és a házakat. A török gyorsan reagálva bevonult az égő házak közé és azokat eloltotta, majd ostromüteget kezdett telepíteni a keleti várkapu ellen.
Október 18-án Dombay Mihály hajdúkból és spanyol gyalogosból álló egységével kitört a várból, a törököt a elűzte az ütegből, majd az ágyúk egy részét tönkretette.
Másnap Dombay ismét kitört és ezúttal marhákat hajtott el a töröktől, miközben további emberveszteséget okozott nekik huszárjaival.
Október 20-án Vajda Györgyöt és Buda Ferencet önkéntesekből álló csapatukkal tutajokon és úszva ütöttek ki a törökre, felgyújtva a Sziget-külváros még nem leégett házait.
Október 21-én a városból a Nagy-palánkba indítottak sikeres kitörést a védők, majd a következő két napot a falak javításával töltötték.
Október 24-én újabb kitörést hajtottak végre, melynek során el elfogott rác fogolytól megtudták, hogy a beglerbég a fogyóban lévő készletei és a hűbéres csapatok zúgolódása miatt már csak 8 napot kíván az ostromra fordítani.
Az ostromlóknak végül még ennyi ideig sem kellett kitartaniuk, mert megérkezett a szultán utasítása a török táborba, hogy hagyjanak fel az ostrommal, vonuljanak téli szállásaikra. A török így felhagyott az ostrommal és október 27-én elvonult a vár alól.